# 日本の水浴場55選
日本の水浴場55選（にほんのすいよくじょう55せん）は、環境庁より1998年（平成10年）3月12日に発表された日本の水浴場の55選である。
環境庁が都道府県へ推薦を依頼した43都道府県810水浴場のうち、推薦のあった38都道府県186水浴場より選定された。
選定は環境庁に設置された「快適水浴場検討会」により選定基準である「水質、自然環境・景観」「コミュニティ、クリーン」「安全性」「利便性」など総合的に照らし合わせて行われ、選定された水浴場には「日本の水浴場55選～清潔安心楽しい水辺～」の認定書の交付が行われた。
後の2001年（平成13年）に日本の水浴場88選が、2006年（平成18年）に快水浴場百選が選定されている。

## 日本の水浴場55選一覧
- 元和台海浜公園（北海道乙部町）[1]
- 千畳敷（青森県深浦町）
- 浪板海岸（岩手県大槌町）
- 浄土ヶ浜（岩手県宮古市）
- 大谷（宮城県本吉町 ※ 現・気仙沼市）
- 宮沢（秋田県若美町 ※ 現・男鹿市）
- 本荘マリーナ（秋田県本荘市 ※ 現・由利本荘市）
- 西浜（山形県遊佐町）
- 由良（山形県鶴岡市）
- 双葉（福島県双葉町）
- 大洗（茨城県大洗町）
- 波崎（茨城県波崎町 ※ 現・神栖市）
- 和田浦（千葉県和田町 ※ 現・南房総市）
- 本村前浜（東京都新島村）
- 荒井浜（神奈川県三浦市）
- 一色（神奈川県葉山町）
- 片瀬東浜（神奈川県藤沢市）
- 二ツ亀（新潟県両津市 ※ 現・佐渡市）
- 島尾・松田江浜（富山県氷見市）
- 増穂浦（石川県富来町 ※ 現・志賀町）
- 市営松原（福井県敦賀市）
- 和田（福井県高浜町）
- 長良川（岐阜県岐阜市）
- 御前崎（静岡県御前崎町 ※ 現・御前崎市）
- 伊良湖（愛知県渥美町 ※ 現・田原市）
- 御座白浜（三重県志摩町 ※ 現・志摩市）
- 新鹿（三重県熊野市）
- 宮ヶ浜（滋賀県近江八幡市）
- 平（京都府丹後町 ※ 現・京丹後市）
- 慶野松原（兵庫県西淡町 ※ 現・南あわじ市）
- 竹野浜（兵庫県竹野町 ※ 現・豊岡市）
- 白良浜（和歌山県白浜町）
- 浦富（鳥取県岩美町）
- 皆生温泉（鳥取県米子市）
- 石見海浜公園（島根県浜田市）
- 渋川（岡山県玉野市）
- 県民の浜（広島県蒲刈町 ※ 現・呉市）
- 瀬戸田サンセットビーチ（広島県瀬戸田町 ※ 現・尾道市）
- 虹ヶ浜（山口県光市）
- 田の浦（山口県防府市）
- 土井ヶ浜（山口県豊北町 ※ 現・下関市）
- 大砂（徳島県海南町 ※ 現・海陽町）
- 有明浜（香川県観音寺市）
- 鹿島（愛媛県西海町 ※ 現・愛南町）
- 興津（高知県窪川町 ※ 現・四万十町）
- 伊万里人工海浜公園（佐賀県伊万里市）
- 根獅子（長崎県平戸市）
- 高浜（長崎県三井楽町 ※ 現・五島市）
- 筒城浜（長崎県石田町 ※ 現・壱岐市）
- 白鶴浜（熊本県天草町 ※ 現・天草市）
- 伊勢ヶ浜（宮崎県日向市）
- 青島（宮崎県宮崎市）
- 阿久根大島（鹿児島県阿久根市）
- 大浜海浜公園（鹿児島県名瀬市 ※ 現・奄美市）
- エメラルドビーチ（沖縄県本部町）